# Козельщанський табір
Козельщанський табір — радянський концентраційний табір, створений 19 вересня 1939 р. у підпорядкуванні Управління у справах військовополонених та інтернованих при НКВС СРСР і призначений спочатку для польських полонених офіцерів, а після розвантаження табору в 1940 р. відновлений у 1941 р. для репресованих і депортованих колишніх громадян Румунії молдовської національності. Загальна кількість польських військовополонених, які пройшли через Козельщанський табір, досягала 10 000 осіб, а молдован — 5 000.

## Історія
Після введення радянських військ на територію Західної України і Білорусі та масового переходу польських військовослужбовців без опору у статус військовополонених постало питання про їхнє утримання. За даними, озвученими Молотовим на V сесії Верховної Ради СРСР, їхня чисельність перевищувала чверть мільйона. У вересні 1939 року наказом Народного комісара внутрішніх справ СРСР Берії № 0308 було створено Управління у справах військовополонених та інтернованих при НКВС СРСР та організовано вісім таборів для утримання польських військовополонених (Осташковський, Юхновський, Козельський, Путивльський, Козельщанський, Старобільський, Южський і Оранський).
Козельщанський табір розташувався на околиці Козельщини, за 500 м від залізничної станції, у приміщеннях закритого на той час Козельщинського монастиря і в будівлях, виділених райвиконкомом (школі-десятирічці, лікарні, райкомі комсомолу, редакції газети, бібліотеці, клубі і в житловому будинку) і радгоспом «Козельщина» (житлових будинках, складах, стайні, свинарнику, конторі). Начальником табору був старший лейтенант держбезпеки В. Л. Соколов, комісаром — капітан Ф. С. Акуленко. 
З 1 по 8 жовтня надійшло 6203 польських військовослужбовців, із яких лише половину вдалося розмістити у капітальних будинках. 1179 осіб утримували у літніх наметах, а 1105 — у свинарниках. До прийому військовополонених житло не підготували: багато будівель були напівзруйновані, без шибок, дах протікав, нари не злагодили. Свинарники були не очищеними від гною, не побіленими, намети не розставили, солому для матраців не привезли, і люди спали на голій долівці.
Через несправність водогону води не вистачало. Часто траплялися перебої із хлібом — його доставляли з Полтави до станції Ганнівка, що за 6 км від табору. Через малі потужності похідних кухонь (їх було всього шість) постійно не вистачало гарячої їжі, були відсутні ложки і миски.
Санобробка прибулих не проводилася, дезокамер і лазень не було, військовополонені не мали змінної білизни. Територія табору і приміщення потопали в багнюці. Приїхавши з Москви, співробітники Управління у справах військовополонених НКВС СРСР вжили ряд екстрених заходів, перш за все з організації охорони. Зону поспішно обнесли колючим дротом, побудували вишку, провели сигналізацію, налагодили освітлення. За допомогою секретаря райкому партії та голови райвиконкому в колгоспах роздобули 23 кухонні котли, 100 кубометрів дров, коней для підвозу води. Почали будівництво восьми пекарень, здатних виробляти 7-8 т хліба на добу; дістали вісім машин, солому для матраців, ложки і миски.
23 вересня 1939 в НКВС з уваги на необхідність вирішення долі польських військовополонених розробляється «Положення про табір для військовополонених». Основними завданнями таборів прописуються утримання військовополонених в умовах ізоляції від довколишнього населення, виключення можливості втеч і агітаційно-пропагандистська робота. Це положення торкалося і Козельщинського табору.
Політпрацівники в жовтні провели 285 бесід, показали 8 фільмів, почала працювати бібліотека. Особливе відділення, очолюване Жиромським, негайно приступило до оформлення справ на «офіцерський контрреволюційний елемент», проте ще не знало, куди направляти матеріали слідства.
На 10 жовтня в Козельщині перебувало 6203 польських військовослужбовців, у тому числі 23 полковники, 76 майорів, 180 капітанів, 273 поручики, 618 підпоручиків, 241 капрал, 209 плютонових (чин молодшого командного складу поліції), 179 сержантів, 144 фельдфебелі, 183 рядові, 231 офіцер поліції, 845 рядових поліції, 1 священик. Тон задавали офіцери: вони були переконані, що Польща як держава існувала і буде існувати, а поки що потрібно витримка, але після повернення на батьківщину треба не забувати завданого їхній країні удару в спину. Про це говорили майор Глаговський, поручики Будинський, Ляпинський та ін.
Після того, як у другій половині жовтня рядових і унтер-офіцерів було відправлено на батьківщину, а командний склад на початку листопада перевели в Козельськ, табір було законсервовано. Наказом від 7 квітня 1940 року його ліквідували, а до травня 1940 р. табір, за термінологією НКВС, було успішно «розвантажено». І хоча 13 червня його відновили, але так і не завантажили полоненими. 
У червні 1941 р. НКВС СРСР знайшов нове застосування «очищеному» від польських офіцерів Козельщинському концтабору, помістивши туди заарештованих на початку червня 1941 р. у Молдавській РСР 5000 голів сімей із числа осіб, визнаних «контрреволюціонерами». 15-16 червня 1941 р. їх було інтерновано з Кишинева і 18 червня 1941 р. доставлено в Козельщанський табір. Ніхто з них додому не повернувся. Жодного звіту про їхню евакуацію після початку війни не знайдено. Останнім зафіксованим місцем перебування цих зниклих людей була Козельщина. Є версія козельщинського дослідника історії А. Шелудько про те, що всіх ув'язнених молдован убили із застосуванням отруйних речовин типу зарину, зоману тощо. 
Так чи інакше, з початком Німецько-радянської війни німецькі танки у дуже стрімкому наступі вже у вересні 1941 зайняли Козельщину. Радше за все, у паніці провальних для СРСР перших місяців війни до вивезених із Молдавської РСР було застосовано розпорядженням Берії найвищу міру покарання — розстріл.